# 손돌이
손돌이(孫乭伊, 1891년 8월 25일 ~ 1938년 9월 25일)는 일제 강점기의 독립운동가이다. 본관은 경주(慶州).

## 생애

### 주요 경력
경상북도 안동(安東)에서 출생한 그는 1919년 3월 21일 임하면 금소동리·신덕동리(臨河面 琴韶洞里·新德洞里) 일대의 대한 독립 만세 운동을 주동하였는데 이 시기에 그는 전국적으로 대한 독립 만세 운동이 일어나고 있음을 알고 임찬일(林燦逸)·김원진(金源鎭)·노말수(盧末守)·임동숙(林東淑)·임윤익(林潤益)·유북실(柳北實)·임춘섭(林春燮)·박유석(朴有石)·임석현(林錫鉉) 등과 대한 독립 만세 시위 운동을 경상북도 안동 향리에서 일으키기로 결의하였다. 처음에는 동지들과 1919년 3월 16일 경상북도 안동 길안(吉安) 장날을 이용하여 대한 독립 만세 운동을 일으킬 계획이였으나 피치 못할 현지 사정으로 인하여 1919년 3월 21일로 계획을 변경하였다. 1919년 3월 21일 오후 6시경 그는 경상북도 안동군 임하면 금소동리에 모인 3백여명의 대한 독립 만세 시위 군중과 함께 대한 독립 만세를 외친 뒤 경상북도 안동 신덕리로 시위행진하고 이날 오후 9시경, 안동 신덕리에 도착한 대한 독립 만세 시위 군중은 경상북도 안동군 임하면 경찰주재소를 포위하고 대한 독립 만세를 외쳤다. 그러나 경상북도 안동군 임하면 경찰주재소를 경비중이던 일본 경찰들이 대한 독립 만세 시위 군중의 위세에 놀라면서 발포를 하게 되어 약간의 사상자가 발생하자 대한 독립 만세 시위 군중은 일단 후퇴를 하였다. 이날 오후 11시경, 사상자 발생으로 인하여 격분을 참지 못하고 있었던 그는 5백여명의 대한 독립 만세 시위 군중과 함께 몽둥이와 돌을 들고 주재소를 습격하여 건물과 기물을 파괴하고 서류를 파기하니, 대한 독립 만세 시위 군중의 위세에 눌린 일본 경찰들이 결국 급히 뒷산으로 도망하였고 대한 독립 만세 시위 군중은 계속하여 경상북도 안동군 임하면 면사무소로 몰려가서 다시 건물과 기물을 파괴하고 서류 등을 파기하였다. 그 이튿날 일제는 병력을 보강하면서 주동자를 검거하였는데, 결국 그는 이 때에 체포되었으며, 1919년 9월 19일 대구복심법원에서 징역 1년 6개월형을 받고 옥고를 치렀고 1920년 9월을 기하여 만기 출감하였다.
이후 1921년 12월에서 1925년 12월까지 한국독립당 초급행정위원을 역임하였다.

## 사후
- 대한민국 정부는 고인의 공훈을 기리고자 1982년 대한민국 대통령 표창장을, 1990년 대한민국 건국훈장 애족장을 각각 추서하였다.